# Mesopause

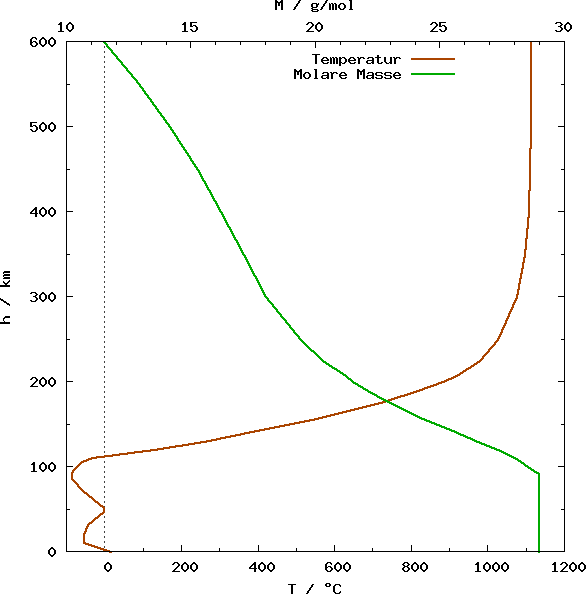
Durchschnittliche Temperatur und molare Masse der Luft in Abhängigkeit von der Höhe

Die Mesopause ist die atmosphärische Grenzschicht zwischen Mesosphäre und Thermosphäre. Ihre Lage wird durch das Temperaturminimum, das die mittlere Atmosphäre von der Thermosphäre trennt und damit die kälteste Region in der Erdatmosphäre definiert.
Die thermische Struktur der Mesosphäre/Mesopause wird durch Strahlungsprozesse, durch Erwärmung durch exotherme chemische Reaktionen und durch dynamische Prozesse beeinflusst. Sie verändert sich je nach Breiten- und Jahreszeiten. Somit ist Mesopause im Sommer kühler ist als im Winter und liegt im Sommer in einer Höhe von ca. 80 bis 85 km und im Winter in einer Höhe von etwa 100 km.
Während die FAI die Grenze zum Weltraum bei 100 km ansetzt (entsprechend der Kármán-Linie), liegt diese Grenze nach einer abweichenden Definition der US Air Force bereits in einer Höhe von etwa 80 km (50 Meilen) über dem Boden und entspricht daher in etwa der Mesopause.
In den letzten Jahren stand die Mesopause auch im Fokus von Studien zum globalen Klimawandel, der mit dem Anstieg des CO2 einhergeht. Anders als in der Troposphäre, wo Treibhausgase zu einer Erwärmung der Atmosphäre führen, kühlt der erhöhte CO2-Gehalt in der Mesosphäre die Atmosphäre aufgrund der erhöhten Strahlungsemissionen ab. Daraus ergibt sich ein messbarer Effekt (die Mesopause sollte bei erhöhtem CO 2 kühler werden). Beobachtungen zeigen zwar einen Temperaturabfall in der Mesopause, das Ausmaß dieses Rückgangs variiert jedoch und muss noch weiter untersucht werden. Es wurden auch Modellstudien zu diesem Phänomen durchgeführt.